# Amastigia cabereoides
Amastigia cabereoides är en mossdjursart som först beskrevs av Arnold Girard Kluge 1914.  Amastigia cabereoides ingår i släktet Amastigia och familjen Candidae. Inga underarter finns listade i Catalogue of Life.